# Pieve di Santa Maria (Tatti)
La pieve di Santa Maria era un edificio religioso situato a Tatti, frazione del comune di Massa Marittima. La sua ubicazione era nella zona del padule, a valle della frazione di Prata.
Di origini altomedievali, la chiesa risultava essere una pieve autonoma sorta per volere dei vescovi di Lucca, come dimostrano una serie di documenti risalenti al periodo compreso tra il IX e l'XI secolo. Nel 1072 la chiesa risultava assegnata alla diocesi di Roselle e a partire dal 1138 fu inglobata nei confini pastorali della nuova diocesi di Grosseto che ereditò la sede vescovile rosellana: una bolla papale datata 1188 conferma l'avvenuto passaggio ai vescovi di Grosseto. Nelle epoche successive il luogo di culto risulta ancora una pieve autonoma nelle Rationes Decimarum del tardo Duecento e degli inizi del Trecento La storia seguente della chiesa rimane parzialmente oscura, pur potendo accertare la traslazione del fonte battesimale alla chiesa di San Michele, antica chiesa parrocchiale già abbandonata durante il Settecento che sorgeva fuori delle mura castellane che assunse la dignità plebana probabilmente in epoca rinascimentale. In seguito, nel luogo in cui si trovava l'antica pieve di Santa Maria fu decisa la costruzione dell'oratorio della Madonna del Carmine, che verrà poi soppresso nel 1786. Con l'abbandono della chiesa di San Michele, che temporaneamente svolse le funzioni plebane, il ruolo svolto dall'antica pieve di Santa Maria passò alla chiesa di Santa Maria Assunta.
Della pieve di Santa Maria, di cui sono state perdute le tracce, è possibile solo sapere che la sua antica ubicazione coincideva con quella in cui venne successivamente costruito l'oratorio.